# Michel Philippot
Michél Philippot (Verzy (Marne), 2 de febrer, 1925 - Vincennes (Val-de-Marne), 28 de juliol, 1996), va ser un compositor i pedagog musical francès.
Philippot estava interessat en la física teòrica i va començar a estudiar matemàtiques a Tolosa. Va ser detingut per la policia del règim de Vichy el 1942 per activitats a la Resistència francesa, però aviat va ser alliberat després d'un judici a causa de la seva joventut. Després va començar a estudiar harmonia i contrapunt al Conservatori de Reims. Del 1945 al 1948 va continuar els seus estudis al Conservatori de París amb Georges Dandelot. També va rebre classes particulars de composició de René Leibowitz del 1946 al 1950, que el va introduir en la música de la Nova Escola de Viena.
De 1949 a 1959 Philippot va ser productor musical a l'ORTF. El 1959 va esdevenir l'assistent de Pierre Schaeffer al "Groupe de recherches musicales", i més tard també va treballar per a Henri Barraud a "France Culture". De 1964 a 1972 va ser cap del departament de música de Radio France, després assessor tècnic del director general de l'emissora i president de l'"Institut national de l'audiovisuel" (INA). També va treballar com a professor de musicologia i estètica a la Universitat de París I Panteó-Sorbona i a la Université Paris-Sorbonne i, a partir de 1970, de composició al Conservatori de París.
El 1976 va marxar al Brasil, on va fundar la Facultat de Música de la Universitat de São Paulo i va ensenyar a la Universitat Federal de Rio de Janeiro. Després de tornar a França l'any 1983, va reprendre la seva feina a l'INA i al Conservatori de París, on va exercir la docència fins al 1990. Els seus alumnes van incloure, entre d'altres: Marc-André Dalbavie, Laurent Martin, Hinoharu Matsumoto, Gilles Raynal, Jean-Claude Wolff, Brice Pauset, Denis Cohen, Philippe Manoury i Nicolas Bacri.
Com a compositor, Philippot va utilitzar principalment models matemàtics i va ser un representant de la música en sèrie. Va rebutjar les influències i els títols literaris i es va dedicar gairebé exclusivament als gèneres instrumentals, tot i que clarament preferia els instruments tradicionals: va utilitzar cinta o electrònica en amb prou feines una dotzena de les seves composicions. També va escriure, entre altres coses: una monografia sobre Igor Stravinsky (1965) i el llibre Diabolus in musica sobre les Variacions Diabelli de Beethoven. Philippot va ser premiat, entre d'altres, amb el Grand Prix national de la musique i la presidència de l'Académie Charles Cros.

## Treballs
- Étude de musique concrète no 1, 1957
- Étude de musique concrète no 2, 1958
- Pièce pour 10 instruments, 1961
- Étude de musique concrète no 3, 1962
- Composition pour orchestre à cordes no 1, 1959
- Composition pour double orchestre, 1960
- Sonate pour orgue, 1971
- Sonate pour piano no 2, 1973
- Passacaille pour 12 instruments, 1973
- Pièce pour violon seul no 1, 1965
- Pièce pour violon seul no 2, 1975
- Pièce pour violon seul no 3 1976
- La, toute la, rien que la per a soprano, clarinet, percussió i cinta, 1976
- Quatuor à cordes no 1, 1976
- Pièce pour alto et piano, 1978
- Quatuor à cordes no 2, 1982
- Carrés magiques, 1983
- Concerto per a violí, viola i orquestra, 1984
- Quatuor à cordes no 3, 1985
- Quatuor à cordes no 4, 1988
- Contrapunctus X pr a 10 Instruments, 1994